# Vanexa
I Vanexa sono un gruppo musicale italiano heavy metal, nato nel 1979 ad Albissola Marina in provincia di Savona.

## Storia
Nati ad Albissola Marina (SV) nel 1979, con uno stile basato su sonorità tipicamente anglosassoni, tipiche della NWOBHM, i Vanexa fecero parte della prima ondata hard rock e heavy metal made in Italy di fine anni '70 e primi anni '80, insieme a Vanadium, Strike, Sabotage e Strana Officina. Parteciparono come headliner al Rock in a Hard Place Festival tenutosi a Certaldo in provincia di Firenze, il 21 maggio 1983. Nello stesso anno uscì l'album di debutto dal titolo omonimo, su etichetta Durium e considerato dalla stampa nazionale specializzata come il primo disco italiano di heavy metal. Il secondo album Back From The Ruins edito su Minotauro (anche in CD direttamente al tempo) uscì solo nel 1988 a causa di controversie manageriali. Entrambi i dischi sono stati poi ristampati alcune volte in CD e LP negli anni, nel caso delle versioni in CD solitamente con alcune bonus tracks in studio o live.
Nella loro carriera hanno partecipato a compilation metal, tra le quali Mountain of Metal, uscita negli Stati Uniti, con il brano "Hanged Man" e Metallo Italia con il brano "It's Over".
Dopo alcuni anni di silenzio, arriva il momento di Against the Sun, il terzo disco del gruppo, che esce il 6 marzo del 1994 ancora su Minotauro. Questa volta alla voce c'è Roberto Tiranti.
Nel 2010 è stato stampato su CD e su vinile a edizione limitata 1979/1980, una compilation di brani cantati in italiano di quel periodo.
Nel 2011 è uscito il primo album dal vivo ufficiale della band, intitolato Metal City Live, registrato al festival heavy metal Play It Loud III nei pressi di Bologna nel 2009.
Nel 2012 è entrato nel gruppo il chitarrista Pier Gonella, membro dei Necrodeath e dei Mastercastle.
Nel 2015 la band pubblica un singolo contenente i brani "Too Heavy to Fly" e "Paradox" come anteprima dell'album "Too Heavy to Fly". In seguito agli ottimi responsi (primo posto in classifica nella sezione Hard & Heavy su Amazon), Sergio Pagnacco decide di lasciare i Labyrinth per dedicarsi solamente ai Vanexa e la band pubblica, nel 2016, l'album intitolato anch'esso Too Heavy to Fly con l'etichetta Punishment 18 Records su CD e con la Black Widow Records su vinile.

## Formazione

### Formazione attuale
- Andrea "Ranfa" Ranfagni - voce
- Artan Selishta - chitarra
- Pier Gonella - chitarra
- Sergio Pagnacco - basso
- Silvano Bottari - batteria

### Ex componenti
- Marco Spinelli - voce
- Roberto Merlone - chitarra
- Roberto Tiranti - voce
- Alfio Vitanza - voce
- Fabrizio Cruciani - voce
- Marco Spinelli - voce
- Giorgio Pagnacco - tastiera
- Alex Graziano - chitarra

## Discografia

### Album in studio
- 1983 - Vanexa
- 1988 - Back from the Ruins
- 1994 - Against the Sun
- 2016 - Too Heavy to Fly
- 2021 - The Last in Black

### Raccolte
- 2010 - 1979-1980

### Album dal vivo
- 2011 - Metal City Live